# Антонио Бенини
Антонио Бенини е никополски епископ през XVIII в.

## Биография
Шестият никополски епископ е Антонио Бенини (някъде Антон Бечик или Антон Бецич), който епископствал от 1745 до 1751 г.